# Rotmoosache
Die Rotmoosache ist ein Gletscherbach in den Ötztaler Alpen in Tirol.

## Lauf und Landschaft
Die Rotmoosache wird von Rotmoos- und Wasserfallferner gespeist. Sie fließt in nordwestlicher Richtung durch das relativ ebene Rotmoostal. Durch ständige dynamische Umformungen hat sie ein bis zu 50 m breites Bachbett geschaffen. Insbesondere im Sommer erhält sie von links zahlreiche Zuflüsse aus Schmelzwassern des Hangererferners. Unterhalb der Schönwieshütte wendet sie sich nach Norden und fließt durch eine steile, tief eingeschnittene Schlucht, bevor sie von rechts in die Gurgler Ache mündet. Sie weist ein durchschnittliches Gefälle von 7,2 % auf.

## Einzugsgebiet und Wasserführung
Das natürliche Einzugsgebiet der Rotmoosache beträgt 11,8 km², davon sind rund 4,1 km² (35 %) vergletschert. Der höchste Punkt im Einzugsgebiet ist der Mittlere Seelenkogel mit 3424 m ü. A.
Die Rotmoosache weist ein für einen Gletscherbach typisches Abflussregime mit jahres- und tageszeitlich stark schwankender Wasserführung auf. Die höchsten Abflüsse treten in den Sommermonaten Juni bis August mit Abflussspitzen um 2,5 m³/s auf.

## Ökologie
Die ökologischen Verhältnisse sind durch Schmelzwässer mit ihren großen Schwankungen, geringer Temperatur (0 bis 6 °C) und geringer Nährstoffkonzentration geprägt. Dadurch weist die Rotmoosache wie andere Gletscherbäche eine artenarme, aber speziell an die extremen Umweltbedingungen angepasste Fauna auf. Dazu zählen die im Wasser lebenden Larven von Eintagsfliegen, Steinfliegen, Köcherfliegen und Zuckmücken. Im Quellbereich findet sich der Alpenstrudelwurm, in rascher fließenden Abschnitten Kleinkrebse der Ordnung Harpacticoida.